# 종암중학교
종암중학교(鍾岩中學校)는 대한민국 서울특별시 성북구 종암동에 있는 공립 중학교이다.

## 학교 연혁
- 1980년 4월 9일 : 종암중학교 설립인가(39학급)
- 1981년 3월 1일 : 초대 최옥분 교장 취임
- 1981년 3월 9일 : 제1회 신입생 입학식 (17학급 1,190명)
- 1987년 11월 21일 : 종암여자중학교로 교명 변경
- 2002년 3월 1일 : 종암중학교로 교명 변경
- 2003년 3월 28일 : 정보화관 개관식
- 2013년 12월 26일 : 체육관 개관식
- 2018년 2월 7일 : 제35회 졸업식(졸업생 누계 19,481명)
- 2020년 9월 1일 : 제14대 유장경 교장 취임
- 2021년 2월 5일 : 제38회 졸업식(졸업생 217명)
- 2021년 3월 2일 : 제41회 입학(졸업생 167명)
- 2023년 9월 1일 : 제15대 선미향 교장 취임

## 참고 자료
- 종암중학교 - 한국교육학술정보원 학교알리미